# مارج سيمون
مارج سيمون (بالإنجليزية: Marge Simon)‏ (1942)؛ روائية أمريكية.